# レイラ・ジェンチェル
レイラ・ジェンチェル（Leyla Gencer, 1928年10月10日 - 2008年5月10日）は、トルコ出身のソプラノ歌手。

## 生涯
イスタンブール近郊ポロネズキョイの生まれ。イスタンブール音楽院を中退し、ジャンニーナ・アランジ＝ロンバルディ、アポロ・グランフォルテに師事。1950年にアンカラの歌劇場でピエトロ・マスカーニの《カヴァレリア・ルスティカーナ》でサントゥッツァ役を歌って歌手デビューを果たした。1953年にはナポリのサン・カルロ劇場で同じ役を歌い、トゥリオ・セラフィンに認められて同劇場でジャコモ・プッチーニの《蝶々夫人》のタイトル・ロールを歌い、イタリアでの名声を得た。
1956年にはサンフランシスコ歌劇場でリッカルド・ザンドナーイの《フランチェスカ・ダ・リミニ》を歌ってアメリカ・デビューを果たし、スカラ座にも登場した。1962年にはコヴェントガーデン王立歌劇場やグラインドボーン音楽祭などに出演してイギリスでの名声も固めた。その後はモスクワ、ブエノスアイレスやウィーンなど世界の主要な歌劇場に客演を続けた。1985年にスカラ座でのフランチェスコ・ニェッコの《舞台裏騒動》の舞台を最後にオペラから引退し、1992年に演奏活動から退いた。その後はリッカルド・ムーティに乞われてスカラ座アカデミーの芸術監督となり、後進の指導に当たった。
ジャナンドレア・ガヴァッツェーニとのコンビで、多くのドニゼッティ作品を蘇演した功績は特筆される。
その後2008年5月10日にミラノにて死去した。